# John Mowbray, 3. Duke of Norfolk

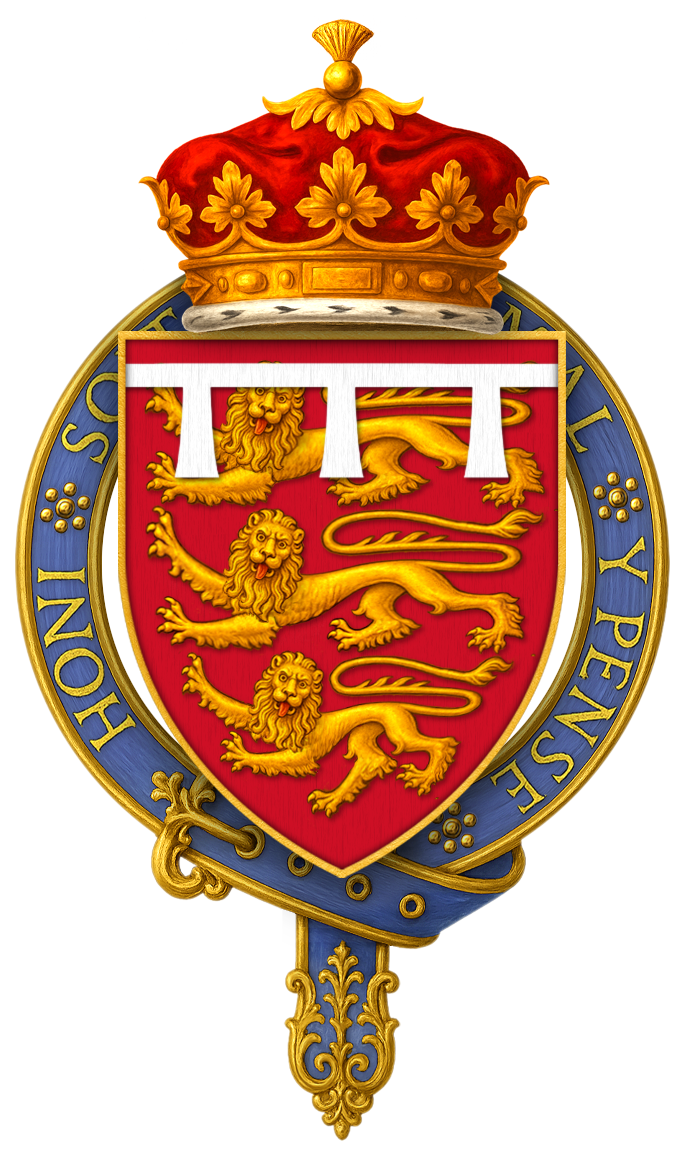
Wappen von John Mowbray, 3. Duke of Norfolk

John Mowbray, 3. Duke of Norfolk KG (* 12. September 1415; † 6. November 1461) war ein englischer Adliger. Seine Eltern waren John Mowbray, 2. Duke of Norfolk  (1392–1432), und dessen Ehefrau, Katherine Neville, Tochter von Ralph Neville, 1. Earl of Westmorland, und von dessen Ehefrau Joan Beaufort.
Beim Tode seines Vaters 1432 übernahm er dessen Titel sowie den Titel des Earl Marshals von England.
John war mit Eleanor Bourchier, Tochter von William Bourchier, 1. Count of Eu, und von dessen Ehefrau Anne of Gloucester, Countess of Buckingham, verheiratet. Der Ehe entstammt ein Sohn, John, der nach dem Tode seines Vaters dessen Erbe antrat.
John vollzog in den Rosenkriegen mehrere politische Wendungen. Zunächst unterstützte er das Haus York und dessen Vertreter, Richard Plantagenet, 3. Duke of York. 1459, nach der Schlacht von Ludlow, schwor er Heinrich VI. aus dem Haus Lancaster Treue, um kurz danach wieder zur Seite Yorks überzulaufen.
Auch nach dem Tod Yorks 1460 blieb er dessen Sohn Eduard, Earl of March und nun 4. Duke of York, treu und kämpfte für York in der verlorenen Zweiten Schlacht von St Albans. Am 29. März 1461 entschied Johns Erscheinen während der bis dahin unentschiedenen Schlacht von Towton jedoch den Kampf für York. Er war einer der Adligen, die schließlich den jungen York aufforderten, die Englische Königskrone anzunehmen und spielte bei dessen Krönung am 28. Juni 1461 als Marschall Englands eine wichtige zeremonielle Rolle.